# Trigonachras
Trigonachras es un género de plantas de la familia Sapindaceae. Contiene 12 especies

## Especies seleccionadas
- Trigonachras acuta
- Trigonachras apoensis
- Trigonachras brachycarpa
- Trigonachras celebensis
- Trigonachras cultrata
- Trigonachras cuspidata
- Trigonachras falcatocuspidata
- Trigonachras membranacea
- Trigonachras obliqua
- Trigonachras papuensis
- Trigonachras rigida
- Trigonachras spectabilis

- Datos: Q10384746
- Especies: Trigonachras